# صندوق‌ماهی‌ها (سرده)
صندوق‌ماهی‌ها (سرده) (نام علمی: Ostracion) نام یک سرده از تیره صندوق‌ماهیان است.